# City of Liverpool, New South Wales
City of Liverpool är en stadskommun i Australien. Den ligger i delstaten New South Wales, i den sydöstra delen av landet, omkring 28 kilometer väster om delstatshuvudstaden Sydney. Antalet invånare var 204 326 vid folkräkningen 2016. Arean är 306 kvadratkilometer.
Följande samhällen finns i Liverpool:
- Holsworthy
- Miller
- East Hills
- Bringelly
- Luddenham
- Edmondson Park